# Historia del Club Cienciano del Cusco
Este artículo explica la historia del Club Cienciano desde su fundación, pasando por las participaciones en la Copa Sudamericana y otros.

## Fundación
El nombre se encuentra asociado al alma mater de donde nace el equipo: el Colegio Nacional de Ciencias y Artes. De donde la historia cuenta que por los primeros años del siglo XVII (1619), un creciente virreinato trataba de encontrar el lugar apropiado para que los hijos de los nobles y de los criollos puedan desarrollarse intelectualmente; por ello, el 1 de junio de 1619 se fundó el colegio de San Bernardo, a través del padre Jesuita Juan de Frías Herrán, generando que años después se funden también los colegios El Sol y San Bernardo, pero no fue hasta 1825 que cuando Simón Bolívar instala su Protectorado en el Perú, decide crear el Colegio Nacional de Ciencias y Artes, unificando a los colegios San Bernardo y El Sol, para que 2 años después (1827) edifique el local actualmente ubicado en la Plaza San Francisco.
Sin embargo, no fue hasta finales del siglo XIX, cuando un grupo de marinos ingleses encabezados por William Newell, junto a Thomas Payne, Fred Peter, John Jarret y Charles Anny arribaron al Perú. El primero de ellos llegó al Cusco atraído por el significado histórico de la capital imperial y la cultura milenaria, instaurándose así en el colegio de Ciencias y Arte e inculcando la práctica de un deporte que su país había inventado y que en el Perú daba sus primeros pasos. Es así que el 8 de julio de 1901 se fundó el Club Cienciano del Cusco como institución que impulsara el fútbol en la ciudad imperial.
Cuentan los historiadores de antaño, como Ángel Avendaño y el exdirector Félix Villegas Cajachagua, que Newell no escogió al azar el colegio para inculcar la práctica del fútbol, sino que por esos años el Colegio Nacional de Ciencias y Artes era una de las instituciones modelos dentro de la sociedad cusqueña (colegio para los hijos del Sol) por la disciplina que impartía y la cultura que inculcaba entre sus alumnos. 
El 27 de julio de 1902 jugó su primer partido oficial, ante el Atletic Club.

## Cambio de nombre
El origen del nombre radica en el patrono del colegio Nacional de Ciencias y Artes, Bernardo Tescellino, en quien se inspiró para el nombre primigenio del Cienciano.
Muchos años después, cuando el equipo debuta por primera vez en la profesional (1973) y deja atrás la Liga del Cusco y la Copa Perú. El equipo pierde esa conexión permanente que tuvo con las autoridades del colegio, ya que se asumía que no debían de depender del colegio; por lo que Waldo Callo, otros de los "precursores" de la vida del Cienciano, se aleja de la presidencia para dar paso a empresarios dispuestos a invertir y apoyar al equipo. Sin embargo, en 1977 tras perder por primera vez la categoría frente al Deportivo Municipal en Chincha, con gol de Germán Leguía. Nadie quiso asumir al equipo, por lo que los profesores nuevamente asumen el reto de devolverlo a la profesional, con Waldo Callo nuevamente como presidente. 
Cuenta la historia que, con la experiencia acumulada en los años que estudió medicina en Argentina, Waldo Callo decide formar un equipo de divisiones menores al que le llamarían Cienciano Junior, más conocido como "Ciencianito". Lugar de donde se formaron grandes jugadores cusqueños del elenco incaico, como Steve Camacho, Frank Palomino y Santa Cruz. Además, años antes hubo un equipo conocido como Unión Cienciano, el cual fue creado con el propósito de nutrir al equipo rojo con jóvenes formados en sus canteras. No obstante, este último equipo que en la actualidad ya no existe, sin lugar a dudas fue la "tabla de salvación" para Cienciano, puesto que a través de sus estatutos permitió la formalización de una institución que llevaba años dentro del mundo del fútbol.
Sucede que en 1973, cuando el equipo se alistaba para debutar en la profesional en condición de invitado, la directiva se percató que el equipo no existía en los Registros Públicos, por lo que debían inscribirlos previa conformación de los estatutos. No obstante, dichos papeles no existían y el tiempo apremiaba, es por ello que Félix Villegas Cajachagua, exdirector del colegio y presidente honorario del club, junto a Manuel Muñoz Ochoa y Rubén Carrillo, deciden "copiar" el estatuto del Unión Cienciano, pero cambiando solamente el nombre original a Club Cienciano del Cusco para así formalizar la existencia del Cienciano ante los Registros Públicos y otorgarle su "partida de nacimiento".

## Apodos

### El Papá
La historia de este apodo se remonta a la arenga muy popular: "Upa, upa, upapá.. el Cienciano es el Papá", la cual tuvo su origen en 1938 cuando Alfredo "Papay" Holguín, alumno muy entusiasta a la hora de arengar a sus compañeros que defendían la camiseta roja del colegio, vio que justamente el equipo incaico iba perdiendo 2-0, ante el Universitario del Cusco. Resultado que había calado en la moral del líder de la barra (Alfredo "Papay" Holguín) del Cienciano, por lo que los alumnos de primaria empezaron a animarlo diciéndole "arriba, arriba papay", pero en quechua para encender a Holguín. Efecto que estimuló a los que estaban en el campo, ocasionando que el Cienciano iguale el marcador. Por lo que en medio del jolgorio, Papay Holguín completo la frase a: "Upa, upa, upapá.. el Cienciano es el Papá", por la hegemonía que tenían ante el Universitario. A partir de ese momento el grito quedó institucionalizado y se repetía incesantemente cada vez que Cienciano estaba dentro de una cancha de fútbol.

### El Papá de América
Este apodo básicamente es una extensión del anterior, dados los 2 títulos internacionales que logró Cienciano en el continente, al ganarle la Copa Sudamericana 2003 a River Plate de Argentina y el año siguiente al campeón de la Copa Libertadores 2003: Boca Juniors, la Recopa Sudamericana 2004. Por ello, surge después de lograr 2 hazañas continentales frente a grandes equipos de la zona.

### Los Rojos
Apodo que hace referencia al color de la camiseta titular del equipo. Color que se mantuvo así desde sus orígenes. 

### Los Imperiales
Apodo debido al lugar de origen del Cienciano, que es la milenaria ciudad del Cusco. Cuna de todo el imperio incaico y de toda la cultura que abarca dicha ciudad.

## Era Amateur (1901-1973)

### Década de 1900: el origen y la Liga Departamental del Cusco
El debut de Cienciano ocurrió aproximadamente un año después de su fundación, 27 de julio de 1902, para ser exactos ante el Atletic Club. Equipo que al igual que el Cienciano venía iniciándose en la práctica amateur del deporte y de incipientes competencias ante otros equipos. 
Un hecho interesante de esta época es que el director del colegio Nacional de Ciencias y Artes, Juan Manuel Tresierra, suspendió la práctica del deporte promulgado por su fundador William Newell, debido a que lo consideraba relajante, disipado y lujurioso. En sus propias palabras: “Dichos ejercicios ablandan y laxan la espiritualidad de los alumnos”. Sin embargo, el 27 de julio de 1902 se jugó el primer partido oficial de fútbol en el Cusco. Disputándose en la Plazoleta de Santiago por Fiestas Patrias entre el Cienciano y el Atletic Club.
Destacando así, en dicha época, jugadores como Humberto de la Sota, un cañonero de primera; Eduardo Cáceres, una muralla impasable; Mister William Newell, Profesor, fundador y director técnico; y Luis Alberto Araníbar, una flecha en el campo. 
Para ese entonces, Cienciano utilizaba como uniforme una chompa roja, ribete blanco, pantalón negro, gorra y zapatos ingleses.

#### El primer título oficial en la Liga del Cusco
Desde sus inicios Cienciano impuso su supremacía en la Liga Departamental del Cusco, logrando así por primera vez en su historia, el primer título oficial de sus palmarés y el primero de una Liga que dominó por mucho tiempo hasta su debut profesional y durante su retorno a la liga de departamental; es decir, luego de su primer descenso.
Después de los partidos y cuando la victoria acompañaba a los rojos del Cusco, los hinchas alzaban en hombros a los jugadores y autoridades;y en medio de arengas, todos se movilizaban hasta la plaza San Francisco.
Su primer título oficial en la Liga del Cusco lo logró en el año 1903 y fue el primero de 28 copas en su historia en la era amateur. Demostrando así una clara supremacía del conjunto incaico sobre sus similares.

### Década de 1910
Los primeros partidos de la época se jugaban en el estadio Universitario, ubicado en pleno centro de la ciudad (avenida De la Cultura) y no fue hasta 1958 que se dejó de utilizar dicho escenario, año en que se inauguró el actual Estadio Garcilaso de la Vega. Por lo que en dicho recinto empezaron a figurar dos equipos, el Cienciano y el Universitario del Cusco, equipo derivado de la Universidad San Antonio Abad del Cusco. Elencos que llevaron a protagonizar el clásico local; cabe resaltar, que otro equipo aguerrido de la zona era el Pachacútec, caracterizado por tener elementos muy aguerridos de la zona.
Aquellas épocas, el terreno de juego estaba rodeado de eucaliptos que servían de sombra a las personas que acudían a presenciar los partidos de "primera" y de "segunda", mientras almorzaban y pasaban un día de campo.
Cienciano logró siete títulos más a sus vitrinas durante dicha década, obteniendo así su pentacampeonato en la Liga Departamental del Cusco y el tricampeonato de copas Municipales en el Cusco. Tales títulos oficiales los logró en 1912,1913,1914 y 191, mientras que las copas Municipales las consiguió en 1918,1919 y 1920, respectivamente.

#### Aviador y jugador insigne
En los primeros años de esta década, se destacó un jugador insigne, que a su vez fue el capitán del equipo rojo. Se trataba del aviador cusqueño Alejandro Velasco Astete, con apenas 17 años que desafortunadamente murió en un accidente y en cuyo honor se le puso el nombre al actual aeropuerto del Cusco. Cuenta Achahui Palomino, exprofesor y director del colegio Nacional de Ciencias, que en su infancia escuchó que Velasco Astete se caracterizó por su juego aguerrido y la destreza que mostraba a la mitad de la cancha.

### Década de 1920
Fue una época de mucho fútbol en la era amateur, disputándose el clásico de la época entre el Cienciano y el Universitario del Cusco. Duelo que movía las pasiones y goce de los aficionados que colmaban las tribunas del estadio Universitario; cabe resaltar que no fue una década mala para el equipo, dado que no pasó desapercibido y consiguió así 4 títulos más en la Liga del Cusco. Dando a entender el predominio en dicha Liga y consiguiendo así 12 títulos oficiales en sus vitrinas (9 en la Liga y 3 durante la Copa Municipal del Cusco).
Cienciano logró ser campeón de la Liga Departamental cuatro veces más, durante los años 1924, 1927, 1928 y 1929, respectivamente.
El uniforme del conjunto cusqueño ya empezaba a utilizar medias de color rojo, en reemplazo a las blancas que utilizaba anteriormente.

### Década de 1930
A diferencia de otras décadas, durante este tiempo Cienciano no presentó el protagonismo al que tenía acostumbrado a la afición, dado que sólo pudo campeonar dos veces la Liga del Cusco y fue así su década más escasa en cuanto a trofeos y títulos. Los demás equipos ya consideraban al elenco rojo como una amenaza por lo que no le planteaban los partidos muy fáciles, efecto que llevó a que a los "imperiales" les cueste trabajo lograr varios títulos como tenía acostumbrada a su afición.
Durante dicha época, Cienciano logró 2 copas en la Liga, durante los años 1931 y 1936, logrando así 14 títulos oficiales a sus vitrinas.

#### «Upa, upa, upapá»
Al margen que la década no fue la mejor del equipo, en comparación a sus campañas anteriores. Esta siempre será recordada como aquella que dio origen a la famosa arenga que ya se hizo un espacio dentro del mundo del fútbol y la cual vio nacer al apodo más conocido y famoso del elenco rojo: "El papá".
La historia de dicha arenga se remonta a 1938 cuando Alfredo "Papay" Holguín, alumno muy entusiasta a la hora de arengar a sus compañeros que defendían la camiseta roja del colegio, vio que justamente el equipo incaico iba perdiendo 2-0, ante el Universitario del Cusco. Resultado que había calado en la moral del líder de la barra (Alfredo "Papay" Holguín) del Cienciano, por lo que los alumnos de primaria empezaron a animarlo diciéndole "arriba, arriba papay", pero en quechua para encender a Holguín. Efecto que estimuló a los que estaban en el campo, ocasionando que el Cienciano iguale el marcador. Por lo que en medio del jolgorio, Papay Holguín completo la frase a: "Upa, upa, upapá.. el Cienciano es el Papá", por la hegemonía que tenían ante el Universitario. A partir de ese momento el grito quedó institucionalizado y se repetía incesantemente cada vez que Cienciano estaba dentro de una cancha de fútbol.
A partir de ese momento el grito quedó institucionalizado y se repetía incesantemente cada vez que Cienciano estaba dentro de una cancha de fútbol.

#### Escudo
No fue hasta el año 1938 en que el diseñador y publicista Santiago Guillén Covarrubias recibió el encargo de crear un símbolo para el Colegio Nacional de Ciencias y Artes, entregando tres meses después la doble "C" sobre un fondo azul marino. Escudo que en la actualidad perdura en el equipo y que goza adicionalmente de dos estrellas, por los dos títulos internacionales logrados el 2003 y 2004, respectivamente.
Cuenta la historia que dicho símbolo provocó bromas por parte de los alumnos del San Antonio Abad, por entonces colegio, quienes ironizaban diciendo "ahí se lee cocineros de Cosío" (haciendo alusión al director Gabriel Cosío, de aquellos años).

### Década de 1940
Así, muchos balones fueron girando alrededor del estadio Universitario del Cusco; sin embargo, no fue hasta inicios de la década del cuarenta que, con la llegada del profesor y exentrenador del Sporting Tabaco, Juan Casaboza, el Cienciano tiene por primera vez un entrenador que cambia la formación del futbolista cusqueño, pues supo complementar la preparación física con el desarrollo de la personalidad del jugador. Incorporándose al club varios profesionales prominentes y comerciantes de la pequeña ciudad.

Los jugadores más emblemáticos en dicha época fueron Luis "Chuto" Barra, Tomás Varela, Leoncio "Cholo" Paz, Teodulfo Paliza, Carlos Ñaccha Pérez (el mejor de su época), Jorge Chacon "Maquisapa" arquero, Juan "Chiflas" Aguilar y el "negro" Oswaldo Rubio.

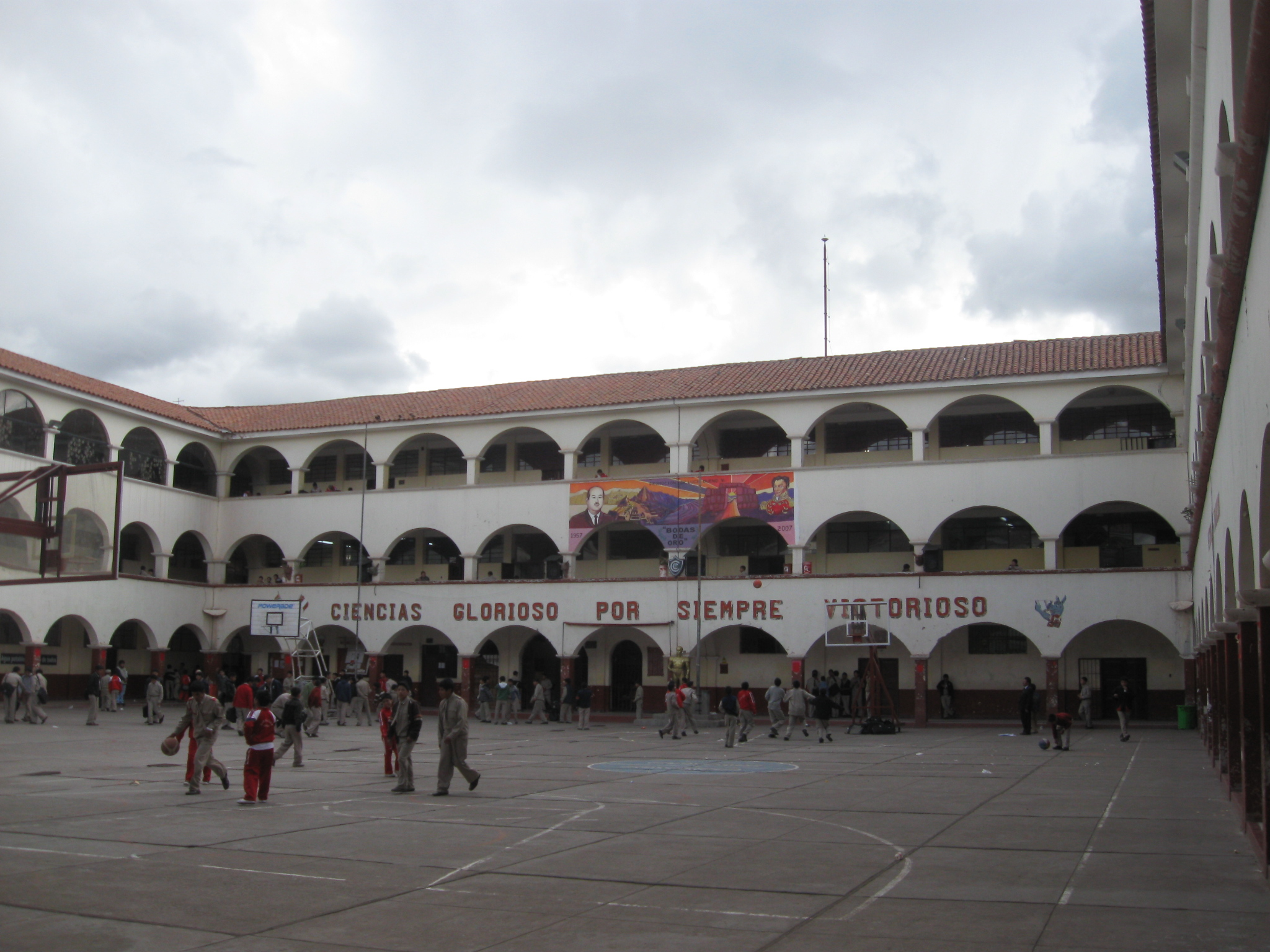
Colegio Nacional de Ciencias y Artes del Cusco.

Cienciano logró nuevamente demostrar su dominio en la Liga Departamental del Cusco, consiguiendo así campeonar en 1944,1945 y 1948. Obteniendo 14 títulos en la Liga y 3 Copas Municipales en sus vitrinas, un total de 17 títulos oficiales.

#### Primer partido con un equipo foráneo
En 1947, Cienciano se enfrentó por primera vez con un equipo foráneo. Recibió la visita de Universitario de Deportes con su máxima estrella, Lolo Fernández. 
Siendo así la primera vez que llegaba un equipo de Lima, por lo que la única tribuna edificada sobre piedras que existe en la actualidad en el estadio Universitario se abarrotó de público.

### Década de 1950
Esta década estuvo marcada por muchos hechos que dejaron huella en la historia del equipo, puesto que Cienciano ya jugaba con más frecuencia amistosos con equipos foráneos conocidos, siendo invitado a jugar en Lima en 1953, así como también a fines de dicha década (1958), deja el estadio Universitario para mudarse al actual estadio: Garcilaso de la Vega. Además, también ocurrió un evento único sin precedentes, el terremoto del año 1950 que cogió al equipo en pleno partido y que a su vez generó que parte del colegio Nacional de Ciencias y Artes se derrumbe, ocasionando que los estudiantes del colegio tengan que mudarse por dos años al colegio Inca Garcilaso de la Vega, de donde nace la rivalidad y a futuro el clásico cusqueño entre Cienciano y Deportivo Garcilaso. Finalmente, dicha década dio origen al inicio de la dinastía Castañeda Grau, cinco hermanos que jugaron en el equipo rojo desde 1952 hasta 1973. Teniendo su apogeo en Nilo Castañeda, uno de los grandes ídolos del equipo rojo.
Cienciano logró imponerse como era costumbre en la Liga Departamental del Cusco, campeonando en 1952, 1954, 1955, 1956, 1959 y así logrando 22 títulos oficiales en la era amateur.

#### Terremoto de 1950
El 21 de mayo de 1950 en la ciudad del Cusco, ocurrió un fuerte terremoto que sacudió toda la ciudad imperial. Hecho que marcó en la historia del equipo rojo, dado que en dichos días Cienciano se encontraba preparándose para jugar dos partidos amistosos ante el Universitario del Cusco y el Sport Boys, equipo que viajó hasta la ciudad para enfrentarse a ambos elencos cusqueños. Dicho equipo rosado contaba entre sus filas a Valeriano López y don Willy Barbadillo, por lo que la expectativa era grande.
Cienciano y Sport Boys se enfrentaron el 19 de mayo, el marcador final esa tarde fue: Cienciano 2 - Sport Boys 1; y el día del sismo le tocaba jugar ante el Universitario de Cusco, por lo que el estadio sirvió de refugio para las personas que acudieron a dicho evento deportivo, así como un lugar donde puedan estar los damnificados. Félix Aparicio Estrada, actual encargado de velar por el mantenimiento del campo y en esa época de la mano de su padre, relata que muchas familias acudieron a presenciar el partido, por lo que salvaron de morir.
"El terremoto empezó poco más del medio día y fue terrible", relata el expresidente Waldo Callo.

#### Primera invitación para jugar en Lima
Dados los encuentros que sostenía el elenco rojo ante equipos representativos de la capital, Cienciano recibe la primera invitación para jugar en Lima en 1953. 
Cuenta José Castañeda Grau, el mayor de la dinastía que tuvo en Nilo, a su mejor exponente y uno de los ídolos del equipo incaico, que se trasladaron en la línea aérea Faucett, por lo que para todos era una sensación especial ya que iban a jugar en la capital.

#### Dinastía Castañeda Grau
La década de los cincuenta dio origen a la dinastía de los 5 hermanos Castañeda Grau: José, Nilo, Walter, Miguel y Humberto. Quienes jugaron desde 1952 hasta 1973, de los cuales José jugó desde 1952 hasta 1968, Walter de 1960 a 1965, Nilo entre 1960 hasta 1972 (un año antes que Cienciano ascienda a la profesional); y Miguel y Humberto de 1965 hasta 1973.
De los cinco, uno se diferenció del resto, se trata de Nilo Castañeda Grau, uno de los más grandes ídolos del Cienciano en su era amateur y quien era conocido como un jugador rápido y hábil. Sus apodos eran "La Bailarina", "La Tromba Roja", "El Divino Calvo" o el "Ariete cusqueño"; era un goleador y jugador habilidoso que se ganó una fama que traspasó fronteras, dejando de lado las ofertas, inclusive del mismo Cienciano para jugar en la profesional por seguir sus estudios de abogado, por lo que vistió la camiseta roja hasta 1972.

#### Origen del clásico cusqueño
Debido al fuerte terremoto que ocurrió en la ciudad imperial en 1950, el colegio Nacional de Ciencias y Artes se vio afectado, derrumbándose parte del recinto estudiantil. Ocasionando que los alumnos tengan que mudarse al colegio Garcilaso de la Vega, efecto que generó la rivalidad entre ambos colegios, ya que tuvieron dos años de "convivencia" y las confrontaciones deportivas entre los representativos de ambos colegios terminaban en las conocidas lluvias de piedras o "chaquiychis" como se dice en quechua.
Toda esta rivalidad se acrecentó cuando los estudiantes del colegio de Ciencias retornaron a su local de la plaza San Francisco, dando origen al clásico cusqueño entre el Cienciano y el Deportivo Garcilaso.
Augusto Achahui Palomino, exdirector y presidente del club, cuenta que varios trofeos logrados por Cienciano en esa época quedaron dentro del local del Garcilaso. "No hubo forma de recuperarlos. No sé para qué tienen algo que no les pertenece", relata Augusto.

#### Debut en el Estadio Garcilaso de la Vega
No fue hasta 1958 que Cienciano jugó por última vez en el Estadio Universitario, mudándose así a un nuevo estadio. Al estadio Garcilaso de la Vega, lugar que en la actualidad es la sede para todos los eventos deportivos del elenco rojo y el cual ha marcado una pauta para una gran serie de encuentros importantes a lo largo de la larga historia del equipo incaico.

### Década de 1960
Cienciano ya gozaba de grandes jugadores, como los hermanos Castañeda: José, Walter y Nilo que jugaron en dicha época, por lo que como era costumbre, mostraban su habilidad y dominio del elenco rojo en la Liga Departamental, obteniendo 6 títulos en 1961,1962,1964,1965,1966,1967.
Así el elenco rojo ya iba marcando la pauta y se iba preparando para las ligas mayores, por lo que en dicha década resaltaron grandes jugadores como los hermanos Castañeda mencionados anteriormente, Virrueta, Cuentas, Sócrates Silva, Lucho Centeno, "Cheché" Vazques, Olmer Zapata, "Wachi" Washinton Miranda, "Papu" Zúñiga, "Fato" Cornejo, "Chino" Luis Morales (era titular en Universitario, cuando Oblitas era suplente como puntero izquierdo), Enrique Araoz, “Kuro” Delgado, Juvenal Anaya.
Cienciano obtuvo hasta dicha época 28 títulos oficiales en la era amateur.

### Década de 1970
Durante su existencia Cienciano ha logrado enfrentarse en tres ocasiones a selecciones; por la década de los setenta lo hizo ante Paraguay, con el que empató con dudosa decisión del árbitro a favor de los guaraníes.
En 1973, la Argentina tenía como entrenador a Enrique Omar Sívori y una de las prioridades era clasificarse a la Copa Mundial de Alemania 1974. Sívori sabía que no se toleraría otro fracaso como el acontecido 4 años antes, cuando los gauchos quedaron afuera del Mundial de México, eliminada por Perú. Esta vez Perú no estaba en el grupo, pero sí Paraguay y Bolivia. Los 4.000 metros de altura de La Paz era el gran escollo de los argentinos, como también lo había sido en la eliminatoria anterior, por lo tanto esta vez tenían que sacar puntos en la altura de La Paz. Ya que en septiembre de 1973 comenzaban las eliminatorias y sabiendo que los bolivianos podrían en la altura, Sívori diseñó un plan: armar un equipo fantasma con anticipación y aclimatarlo a la altura. Fue así que su ayudante de campo Miguel Ignomiriello se llevó unos cuantos jugadores a Tilcara a principios de agosto, para ir acostumbrándolos a la altura.
Es en ese trayecto que la AFA se entera de que la selección de Paraguay había pactado partidos amistosos en la ciudad del Cusco (3.400 m s. n. m.) con el equipo de Cienciano del Cusco que tenía como entrenador al argentino Jorge Vichera, por lo que contactan con este y los dirigentes de Cienciano y acuerdan un partido amistoso, para el cual envían un directivo de la AFA y Miguel Ignomiriello, para acordar los pormenores que se les proponía, como son lugar de hospedaje, entrenamientos, etc. Es así así que a los quince días llegan a la ciudad imperial un grupo de jugadores que años después llegaron a ser campeones del mundo en 1978, quedándose 21 días. Esta selección lo conformaban Ubaldo Matildo Fillol, Mario Kempes, Daniel Valencia, Roberto Mouzo[cita requerida], Troncoso, Rubén Glaria, Aldo Poy, Marcelo Trobbiani, Rubén Galván, Cortés, Oscar Fornari, Ricardo Bochini. Para los cusqueños y Ciencianos fue un privilegio que el Cienciano trabajara en los entrenamientos con los gauchos, y se realizara un partido amistoso en el Estadio Garcilaso en el que vencieron los argentinos por 1-0 con gol de cabeza de Mario Kempes. En esa ocasión Cienciano lo conformaban Dante Fébres, Herbert Yépez, Edmundo Gamarra, Juan Tardío, Javier Buendía, Ovidio Larramendia, Arturo Olazabal, Oscar Alberto Zegarra Sáenz, Teodoro Alfaro, Lucho Cuba, Pablo Muchotrigo.
Días después arribó a Cuzco la selección paraguaya, que también jugó un partido amistoso con el Cienciano que fue ganado por los cusqueños por 2-1, lo que le cayó muy mal a la selección guaraní. No obstante, el proceso de aclimatación de argentinos y paraguayos en Cusco sería altamente beneficioso para ellos en vista que ambos vencieron a Bolivia en La Paz (2-1 los paraguayos y 1-0 los argentinos).
Los argentinos el 23 de septiembre de 1973, en el estadio Hernando Siles con arbitraje del brasileño Arnaldo Coelho y gol de Fornari ganan el encuentro. La Selección Fantasma había cumplido su objetivo, ganar a Bolivia. Claro que a este equipo se sumarían otros jugadores de experiencia, que llegaban a La Paz horas antes del encuentro, como Daniel Carnevali, Rubén Ayala y Rodolfo Telch
En 1989, la selección peruana realizó un proceso de aclimatación en la ciudad imperial previo eliminatorio en la Paz, pactando partidos con Cienciano, que luego de esta aclimatación el partido con Bolivia en la paz terminó en un empate 1-1, que al final no sirvió de nada porque Pepe nos dejó fuera del mundial Italia 90 y en el último escalón de Sudamérica.

### La tragedia de club
Salvados de morir por asfixia en el viaje de 1977 cuando Cienciano viajaba a Moquegua para afrontar un partido por la Copa Perú como equipo recién descendido, cinco jugadores salvaron de morir milagrosamente, sucede que el cuadro rojo se trasladó en tres colectivos donde viajaban 19 jugadores, el DT y el masajista utilero médico Fernando Anto Agurto. Antes de la localidad de Combapata, camino a Sicuani uno de los vehículos sufrió la rotura del tubo de escape, como el trayecto era demasiado frío y por la hora todos dormían a excepción del chofer, el monóxido empezó a intoxicar al “Cheche Vásquez”, a Kuro Delgado, Carlos Ñaccha, al pollo Cervantes quienes gracias al kinesiólogo Anto, quien se percató que en plena ruta de la cantidad de humo que botaba el carro de adelante, decidió detener la marcha del mismo. Cuando se bajó vio que pocos reaccionaban y todos presentaban cuadros de intoxicación, llegaron a una posta médica y les dieron ayuda; se salvaron de una buena, relató el utilero del club en los últimos 34 años.

### Torneos regionales
Los primeros partidos Cienciano los jugaba con Universitario (equipo de la Universidad San Antonio Abad del Cusco), Pachacutec y el Atlético Cusco, los que formaban la división de honor del Cusco. En una categoría inferior estaban el Esparta, Aurora, Volante, Huascar y otros; los partidos se disputaban en el estadio Universitario de la Av. de la Cultura y donde cada domingo era un verdadero día de fiesta para las familias cusqueñas, que con sus comidas y bebidas iban al campo de fútbol para ver los partidos de “primera” y “segunda” cómodamente sentados en las tribunas de tierra, pasto y debajo de los eucaliptos que hasta hoy rodean ese campo deportivo. Un caso anecdótico se dio el 21 de mayo de 1950 cuando muchas familias que acudieron a presenciar un partido de fútbol salvándose de morir al gran terremoto que azotó la ciudad. Ese escenario se utilizó hasta 1958, cuando se terminó la construcción del actual Garcilaso de la Vega.
Los jugadores más emblemáticos entre los 40 y 50 fueron Luis "Chuto" Barra, Tomás Varela, Leoncio "Cholo" Paz, Teodulfo Paliza, Carlos Ñaccha Pérez (el mejor de su época), Jorge Chacon "Maquisapa" arquero, Juan "Chiflas" Aguilar y el "negro" Oswaldo Rubio.
En 1959 Cienciano juega contra el Santos de Brasil siendo derrotado sin embargo se cobraría la revancha en el 2003 eliminándolo de la sudamericana para luego ser campeón.
En los 60 y 70 destacaron los hermanos Castañeda, Pepe, Nilo, Walter, Miguel y Humberto, Virrueta, Cuentas, Sócrates Silva, Lucho Centeno, "Cheché" Vazques, Olmer Zapata, "Wachi" Washinton Miranda, "Papu" Zuniga, "Fato" Cornejo, "Chino" Luis Morales (era titular en Universitario, cuando Oblitas era suplente como puntero izquierdo), Enrique Araoz, Ricardo “Kuro” Delgado Vargas, Juvenal Anaya.
En los 80 Arturo Olazabal, Lucho Cuba, Joselo Valenza, Joselo Carrion, Huambo, Héctor Berrios, Buendía, López, Bustamante, Espinoza, Paredes, Sosa, Carrion, Guerrero, Teodoro Alfaro, Ovidio, Larramendi, Bringas, Riega.
Durante la década de los 60 a los 80 estos jugadores y otros hicieron grande el fútbol y a la institución y sobre todo al fútbol Cusqueño, estos jugadores formaron parte de uno de los mejores planteles de Cienciano.

## Liga Peruana de Fútbol (1973)
El equipo de Cienciano fue manejado por los profesores del colegio alma mater de Cienciano hasta mediados de la década del sesenta, cuando tras crearse la Copa Perú ingreso el fútbol en una mayor competitividad. Y en 1973, cuando Cienciano deja atrás la Liga del Cusco y la Copa Perú para participar por primera vez en el Descentralizado, se comprende que las autoridades ya no deben depender del Colegio por la atención que requiere un equipo de fútbol competetivo, por eso Waldo Callo otro de los precursores de Cienciano se aleja de la presidencia para dar paso a empresarios dispuestos a invertir y apoyar al equipo
En 1973 inició sus participaciones en la Liga Peruana de Fútbol, en ese mismo año jugó partidos de preparación contra selecciones que buscaban aclimatarse en el Cusco para jugar un partido contra la Selección de fútbol de Bolivia estas selecciones eran la Selección de fútbol de Argentina y la Selección de fútbol de Paraguay los resultados del cienciano no fueron malos pues ganaron a la Selección de fútbol de Paraguay por 2 a 1 y perdieron con la Selección de fútbol de Argentina por 1 a 0 con gol de Mario Alberto Kempes esto sirvió a ambas selecciones porque terminaron ganando las 2 selecciones a la boliviana.
En esos años empezó las rivalidades con equipos como el Melgar se enfrentó también con el Universitario, Alianza lima Sporting Cristal con los que tendría grandes rivalidades hasta ahora y otros equipos como Deportivo Municipal, Atlético Chalaco y el Sport Boys.
Sin embargo en 1977 tras perder la categoría en Chincha, frente a Municipal nadie quiso asumir al Cienciano, entonces los profesores del Colegio vuelven a asumir el reto y nombran nuevamente a Waldo Callo como presidente e inician el reto de devolverlo a la profesional.
Se mantuvo en primera hasta que descendió 1977. Regresó a la división de honor en 1984 al ser invitado por la Federación Peruana de Fútbol para participar en el Torneo Regional Sur de ese año. Desde entonces siempre fue un equipo animador del campeonato, estableciéndose como el mejor equipo del interior del país en varios campeonatos, y como un grande más del fútbol peruano salvo en 1994 y 2010, cuando estuvo a punto de perder la categoría.

## El nuevo milenio

### El centenario (2001)
Cienciano cumplía 100 años en el 2001, y el club imperial quería hacer historia, como primer paso la directiva presidente Juvenal Silva encargó un diseño especial de la camiseta del Centenario, con iconos de la cultura Inka y el número 100 resaltado, para el Clausura el entrenador Daniel Jurado formó su equipo con los futbolistas Mauriño Mendoza, Riofrio, Roberto Martínez, Cristian García, Carlos Maldonado, Gilberto Flores, Molina, Candia, Cumapa, Villanueva, Oortega, Gabriel Rodríguez, Carrasco, Prado, Martínez, Ramón Rodríguez y Roggeiro.
La escuadra sin embargo mostró el poderío requerido para pelear el título soñado y compartió el tercer lugar de la tabla con FBC. Melgar de Arequipa, aunque es justo reconocerlo el equipo rojo alcanzó algunos buenos resultados como el 6-0 al Sport Boys, y otros triunfos contundentes 4-1 al Estudiantes aunque fuera de casa perdía poderío. Juvenal Silva y su directiva evaluaba la campaña de jurado, revisaron cuales eran los puntos que debía reforzar para ser verdaderos protagonistas y no conformarse con aquello de ser el mejor provinciano. 
En el mes de diciembre de 2001, en el estadio de la Unsa (Arequipa) el Sr. Ziani que era árbitro FIFA, daba por concluido el partido con el triunfo de Cienciano contra otro equipo provinciano, Estudiantes de Medicina de ICA dirigido por Franco Navarro, el pueblo Cusqueño, la hinchada del cuadro rojo desbordo por las principales avenidas y plazas de la ciudad Inka en caravanas de color rojo saboreando el título obtenido por Cienciano en su Centenario.
El equipo imperial estaba formado por jugadores que ya se conocían desde varios años atrás, formaban en el Estadio Garcilaso una férrea defensa difícil de romper, con Mauriño MENDOZA en el arco, Martín GARCIA, Chango MALDONADO, Gilberto FLORES, en el medio campo formaban jugadores de gran poder, recuperación y ataque, OLVERA (mexicano), CUMAPA, Miguel ORTEGA, Jean GARRAFA, la dupla Uruguaya MARTINEZ y ZAPATA, equipo dirigido por el llamado cariñosamente (el Viejo) Daniel Jurado.
Cienciano fue el justo ganador de ese vibrante compromiso ante un digno rival, tomo la iniciativa desde el pitazo inicial de juego, llegando con claridad sobre la portería de Juan Flores ( Chiquito Flores) el único gol lo convirtió el Coló Zapata a los 18 minutos del primer tiempo con un gol impecable de cabeza, las pocas ocasiones de gol generadas por estudiantes fueron ahogados por el portero Cusqueño.
Cienciano luego de convertir el gol mostró una disciplina táctica impecable que le corto toda posibilidad de juego al cuadro rival, Estudiantes presa del pánico y ansiedad por alcanzar la paridad intento llegar mediante disparos aéreos, sin éxito alguno.
En la víspera del partido definitorio la totalidad del plantel Imperial en la Iglesia de la catedral del Cusco imploraron al todopoderoso y al Sr. De Huanca vistiéndolo con la camiseta roja a fin de que los ilumine en su camino y obtener el ansiado título en su centenario y regalarle una alegría al pueblo Cusqueño y a su a hinchada leal que nunca lo abandona.
Cienciano alcanzó la Gloria, la Felicidad para el pueblo Cusqueño que tuvo que esperar largas décadas para saborear de nuevo un título tan ansiado. un merecido título para una institución que planificó las cosas bien, bajo la batuta de JUVENAL SILVA, formando un equipo competitivo bien ensamblado en todas sus líneas, imbatibles en el estadio Garcilaso de la Vega mostrando un fútbol homogéneo, práctico y contundente, dejando en camino a los mal llamados equipos grandes en ese entonces.

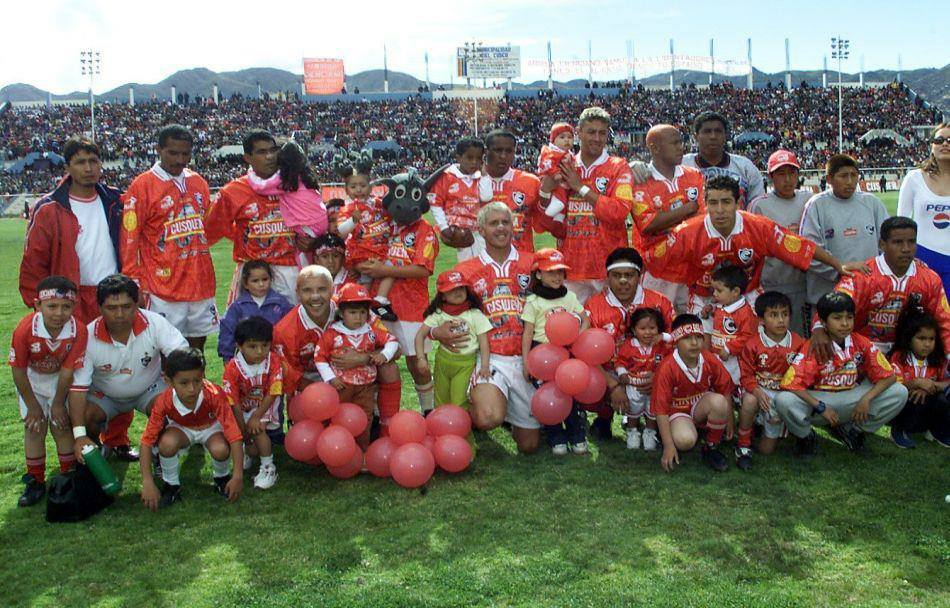
Plantilla equipo de Cienciano, año 2001.

El 2001, año de su centenario, obtuvo su primer título profesional al ganar el Torneo Clausura de ese año en una definición frente al Estudiantes de Medicina con gol del uruguayo Ernesto Zapata. Posteriormente perdió el Título Nacional frente a Alianza Lima, campeón del Torneo Apertura y que también festejaba su centenario ese año. El marcador global al término del segundo partido fue de 3-3 (3-2 a favor de Alianza en Lima y 1-0 a favor de Cienciano en Cusco), por lo que fueron a definición por penales, la misma que le fue adversa al cuadro Cusqueño.
Pese a ello Cienciano fue el que más puntos hizo de local ganando absolutamente todos sus partidos de local sin empatar ni perder y teniendo como figuras a "el loco Zapata", Martín García, "El chato Olvera", Ramón Rodríguez entre otros

### Copa Libertadores 2002
En el 2002 Cienciano pasa la Copa Libertadores 2002 en un complicado grupo con Gremio de Brasil, 12 de octubre de Paraguay, Oriente Petrolero de Bolivia consiguiendo así Cienciano ganar todos los partidos de local y pasando a la siguiente ronda de la Copa Libertadores y siendo eliminado por Club América de México a pesar de esto fue una gran campaña, pero logra la clasificación para la Copa Sudamericana 2003.

### Campeón de la Copa Sudamericana 2003
En el año 2003 se convirtió en el primer club peruano, y único hasta el momento, en lograr títulos internacionales. Ese año, bajo la conducción técnica de Freddy Ternero, ganó la Copa Sudamericana jugando primero con Alianza Lima al cual se le ganó 1-0 de local y 1-0 de visita. Después se jugó con Universidad Católica de Chile al cual se le goleó 4 a 0 en Cusco y luego perdieron 3 a 1 en Santiago. Así, Cienciano pasaba a la siguiente fase. Le tocaría el Santos de Robinho. Cienciano lograría un empate 1-1 gracias a un autogol de Alex y ganando en Cusco 2-1 con goles de Germán Carty. Cienciano con esto ya hacia una hazaña y clasificaba a la semifinal para jugar con Atlético Nacional ganando ambos partidos, primero sorprendiendo en Medellín 2 a 1 con goles de Carty y Maldonado y en Cusco 1 a 0, Cienciano con esto clasificaba a la final de la Sudamericana.
El 10 de diciembre se jugaría la primera final contra un rival histórico como el River Plate de Argentina, se jugó el partido ida en Buenos Aires en el Estadio Monumental Antonio Vespucio Liberti, Cienciano demostró un gran nivel de juego logrando un empate por 3 a 3, con 2 goles de Portilla y uno de Carty ante 53.296 espectadores.
En el partido de vuelta el 19 de diciembre no se jugó en el Cusco por dos razones: 1.º porque el Estadio Inca Garcilaso de la Vega se estaba remodelando para ser sede de la Copa América 2004 y 2.º porque que no contaba con la capacidad para una final, se cambió de sede al Monumental de la UNSA de Arequipa. A pesar de quedarse con 9 jugadores Cienciano logró un agónico triunfo ante River Plate con gol de Carlos Lugo de tiro libre desatando la alegría peruana. Este gol fue marcado en el minuto 78 del partido logrando así su primer campeonato internacional. El goleador del certamen fue Germán Carty, delantero de Cienciano con 6 goles.
Esto además le valió a Cienciano para ser declarado como el mejor equipo del mes del mundo en el mes de diciembre.
Plantilla campeona: Óscar Ibáñez, Santiago Acasiete, Martín García, Carlos Maldonado, Carlos Lugo, César Ccahuantico, Abel Lobatón, Juan Carlos Bazalar, Germán Carty, Paolo Maldonado, Ramón Rodríguez, Maurinho Mendoza, Giuliano Portilla, Juan Carlos La Rosa, Alessandro Morán, Julio García, Miguel Llanos, Carlos Ibarra, Rodrigo Saraz, Carlos Lobatón, Elexander Araujo, Roberto Holsen, Carlos García, Néstor Candia, Jean Garrafa

### Campeón de la Recopa Sudamericana 2004
La Recopa Sudamericana 2004 se jugó a un solo partido en el Lockhart Stadium de Miami, Estados Unidos, entre el club argentino Club Atlético Boca Juniors y el Cienciano peruano. Tras el final del tiempo reglamentario, estando empatado el marcador, se recurrió a los penales, donde el equipo de Cusco logró imponerse.
En este partido Carlos Tévez pondría el primero para Boca que era más en el primer tiempo para el segundo tiempo Cienciano se logra recuperar teniendo ocasiones de gol para empatar, pero no podía meter gol hasta que en la última jugada del partido Rodrigo Saraz lograría peinar el balón venciendo así a la valla de Roberto Abbondanzieri después se tuvo que ir a los penales donde Cienciano derrota a Boca por 4 a 2 debido a que Óscar Ibáñez atajo los penales a Carlos Tévez y a Fabián Vargas ganando así Cienciano otro campeonato internacional siendo la figura del partido el guardameta Óscar Ibáñez. Fue considerado el mejor equipo del mundo en noviembre del mismo año.
Plantilla campeona de cienciano: Óscar Ibáñez, Santiago Acasiete, Martín García, Manuel Arboleda, Edwar Torrealva, Orestes Santander, Miguel Mostto, Juan Carlos Bazalar, Germán Carty, Daniel Gamarra, Sergio Ibarra, Jesús Cisneros, Giuliano Portilla, Juan Carlos La Rosa, Alessandro Morán, Juan Péndola, Miguel Llanos, César Balbín, Rodrigo Saraz, Carlos Lobatón, Elexander Araujo, Corsino Gómez, Carlos García, Néstor Candia, Paolo de La Haza

### Año 2004
En el año 2004 quedó en el segundo lugar en el Torneo Apertura, obteniendo el mejor puntaje en el acumulado en el año 2004 en la primera división del fútbol profesional peruano, es así que Cienciano es el equipo que más puntos sumó en un año en la historia de la primera división del fútbol peruano. Cienciano sumó ese año en la tabla acumulada 101 puntos.
Después disputaron un partido amistoso con la Selección de fútbol de Guatemala donde el cienciano ganó cómodamente 3 a 0, en el Campeonato Descentralizado 2004 logra 101 puntos siendo así el club que logró más puntos en la historia de un campeonato descentralizado de ese país a pesar de ello no logra campeonar el descentralizado.
En la Copa Sudamericana 2004 ocurre un hecho muy curioso, el 24 de agosto de 2004, cuando el árbitro Jorge Hoyos detuvo el cotejo entre Carabobo Fútbol Club y el Cienciano, ya que los uniformes de ambos equipos se asemejaban. Luego de varias discusiones, el club peruano alegó que no había llevado consigo otros atuendos y los granates, señalaron que no iban a cambiar de vestuario por ser locales. Al final, el partido se repuso y los venezolanos fueron derrotados en el Polideportivo Misael Delgado ganando Cienciano 2 a 1, en el partido local Cienciano logra una aplastante victoria a Carabobo Fútbol Club 6 a 1 demostrando así ser uno de los clubes más eficientes del mundo después se enfrentaría con Liga Deportiva Universitaria de Quito con el cual sería eliminado, pero después lograría la recopa sudamericana.
Sería campeón de la copa interandina ganando al Once Caldas S.A. quien se había proclamado campeón de la Copa Libertadores 2004 esta copa se disputó entre el campeón de la recopa y el campeón de la Libertadores el partido terminó 2 a 0 con goles de Miguel Mostto y Juan Carlos Bazalar.

### Año 2005
El 9 de febrero, en el partido ante las Chivas de Guadalajara por la Copa Libertadores 2005, se inauguró en el Estadio Inca Garcilaso de la Vega el ala derecha del mismo. Cienciano perdió ambos partidos en la primera fase donde perdió por goleada de local lo que causó el despido del entrenador de ese entonces, el ecuatoriano Carlos Sevilla Dalgo, y la contratación del uruguayo Carlos Jurado quien repitió lo sucedido en el 2001 ganando absolutamente todos sus partidos de local pese a ello el torneo Clausura no fue tan bueno terminando quintos el clausura, pero aun así lograron clasificarse a la eliminatoria contra Sporting Cristal.
El 27 de julio del 2005 obtuvo el título del Torneo Apertura ganando en la última fecha al Unión Huaral por el marcador de 1-0 con gol anotado por Miguel Mostto, obteniendo su segundo título en la primera división en el fútbol profesional peruano aparte de esto obtuvo 51 puntos en el apertura.
Este mismo año Cienciano con sus figuras que se mantenían quienes habían sido campeones tanto como la Sudamericana 2003 y la Recopa Sudamericana 2004 hasta ese momento como Óscar Ibáñez, Alessandro Morán, Carlos Lugo, Juan Carlos Bazalar, Julio García, Miguel Mostto, Sergio Ibarra, César Ccahuantico, Ramón Rodríguez, Giuliano Portilla entre otros. No pudo ganar la final ante 35.000 espectadores que la mayoría eran hinchas del Cienciano perdió con un golazo hecho por Carlos Zegarra en el minuto 45' del primer tiempo.
Cabe destacar que los goleadores de ese campeonato fueron los 2 delanteros de Cienciano Miguel Mostto el máximo goleador con 18 goles después Sergio Ibarra con 17 goles acumulando entre este dúo unos 35 goles.

### Cienciano entre el 2006 y 2015
El miércoles 21 de diciembre de 2006, Cienciano se proclamó campeón del Torneo Clausura al derrotar 2-1 a Universitario en el Estadio Mansiche de Trujillo. Ello le dio el derecho a definir nuevamente un Título Nacional frente a Alianza Lima, campeón del Torneo Apertura. El partido de ida, jugado en el Garcilaso de la Vega, lo ganó Cienciano 1-0. Sin embargo, el partido de vuelta jugado en Matute lo perdió 3-1, quedándose con el subtítulo por diferencia de goles.
En el año 2007 quedó en el 2.º lugar en el torneo apertura, obteniendo el mejor puntaje en el acumulado en el año 2007 en la primera división del fútbol profesional peruano, en aquel año goleo 3-0 al Boca Juniors de Argentina en el Cusco por la Copa Libertadores de América que a la postre fue el campeón de la Copa Libertadores de América del 2007.
Crisis dirigencial y descenso
A partir del 2008, el cuadro cusqueño fue decayendo en su rendimiento, finalizando el 2008 y 2009 a mitad de tabla. En el 2010 afrontó una grave crisis económica que casi lo lleva a perder la categoría, dado que a falta de pocas fechas para culminar el Campeonato Descentralizado 2010 se encontraba en zona de descenso. En la última fecha del campeonato, Cienciano se enfrentó a Alianza Atlético en Cusco, frente a más de 35.000 espectadores, partido que ganó por 2-1 y con el cual salvó la categoría.
El 2011 comenzó con una grata sorpresa para sus hinchas, siendo líder del torneo durante las primeras fechas a pesar de contar con un reducido presupuesto y con prácticamente los mismos jugadores del año anterior a excepción de la contratación de jóvenes valores caso de Juan Araujo y el ascenso al primer equipo de Diego Virrueta y Luis Romero. Sin embargo, en la segunda rueda del campeonato hubo una pelea interna entre el técnico Marcelo Trobbiani y Julio García, por lo que Trobbiani dejó el club y se nombró como nuevo entrenador a Carlos Daniel Jurado. En aquella segunda rueda, Cienciano solo obtuvo doce puntos, por lo que finalizó en el octavo lugar del campeonato, sin chance a poder estar en un torneo internacional en el 2012.
El 2015 el equipo cumplió una pésima campaña teniendo hasta tres entrenadores en los tres torneos, lo que causó que el cuadro imperial pierda la categoría sumido en una crisis económica. Sin embargo según un informe en la página oficial, el administrador Sergio Ludeña Visalot, informó que logró recuperar los 16 puntos que fueron retirados por la Comisión de Justicia de la Asociación Deportiva de Fútbol Profesional; mediante la resolución N° 004-CJ-FPF-2016, de fecha 28 de enero del 2016, finalmente no procedió tal resolución y se reafirmó su descenso de la Primera División.